# Suecia Antiqua et Hodierna

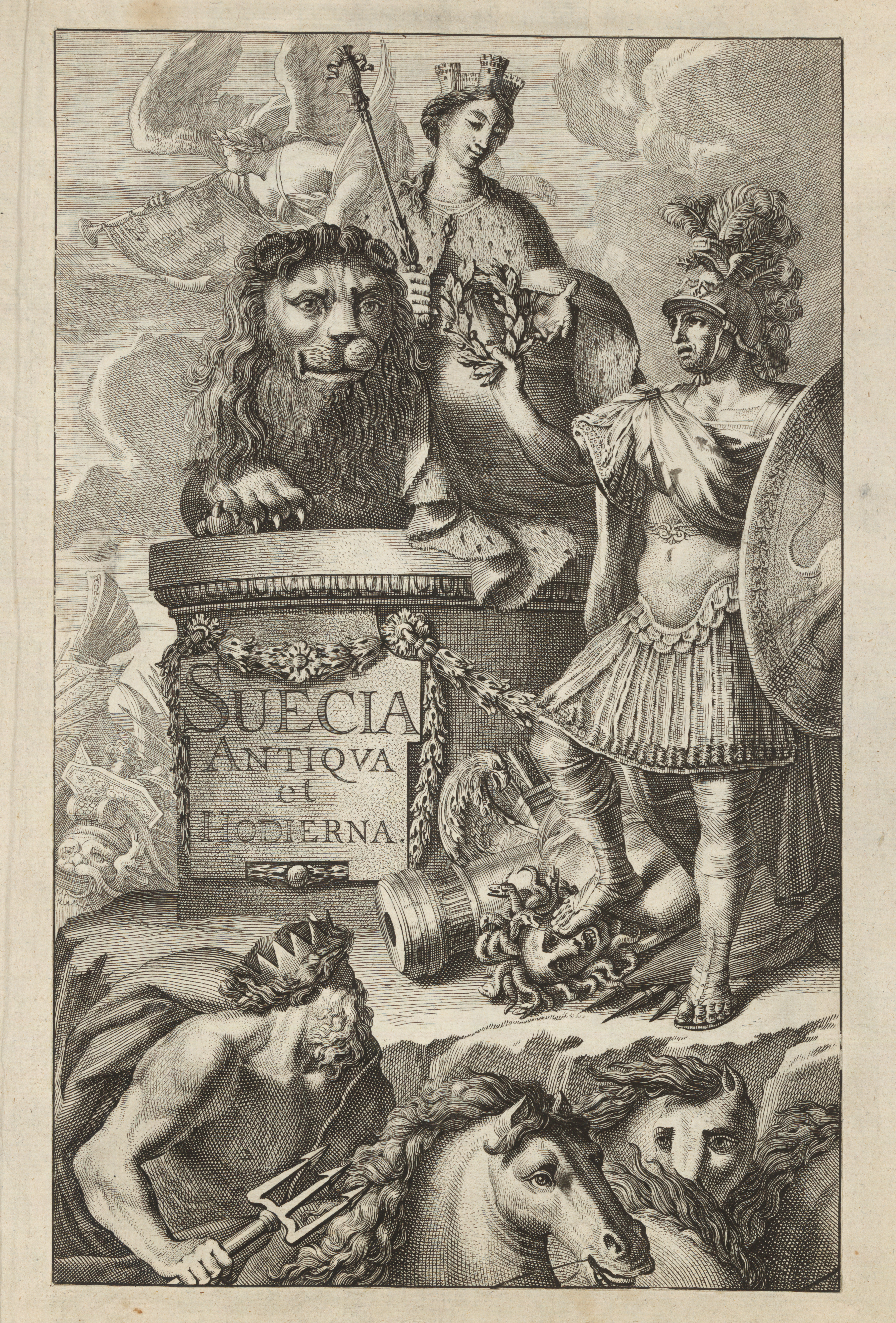
Suecia Antiqua et Hodierna – Strona tytułowa

Suecia Antiqua et Hodierna (Szwecja starożytna i współczesna) – tytuł dzieła zawierającego drzeworyty przedstawiające Szwecję, zebrane w XVII wieku przez Erika Dahlbergha. Dzieło miało w swoim założeniu przedstawiać potęgę Szwecji, ówczesnego mocarstwa. Wzorem i inspiracją dla stworzenia Suecia antiqua et hodierna były dzieła szwajcarskiego rytownika Matthäusa Meriana.